# بوب ديلغادو
بوب ديلغادو (بالإنجليزية: Bob Delgado)‏ (29 يناير 1949 في المملكة المتحدة - ) هو لاعب كرة قدم بريطاني في مركز الدفاع. لعب مع بورت فايل ونادي باري تاون يونايتد ونادي روذرهام يونايتد ونادي كارلايل يونايتد ونادي لوتون تاون ونادي تشستر سيتي ونادي أوزورتي تاون ‏ وColwyn Bay F.C. ‏ ونادي بولوفا ‏ ونادي ووركينغتون وMiami Americans ‏.

## وصلات خارجية
- بوب ديلغادو على موقع قاعدة بيانات كرة القدم.إي يو (الإنجليزية)